# Saint-Rémy-sur-Creuse
Saint-Rémy-sur-Creuse – miejscowość i gmina we Francji, w regionie Nowa Akwitania, w departamencie Vienne.
Według danych na rok 1990 gminę zamieszkiwały 504 osoby, a gęstość zaludnienia wynosiła 39 osób/km² (wśród 1467 gmin regionu Poitou-Charentes, Saint-Rémy-sur-Creuse plasuje się na 551. miejscu pod względem liczby ludności, natomiast pod względem powierzchni na miejscu 684.).